# 요제프 폴리히
요제프 폴리히(독일어: Gustav Thöni, 1968년 11월 9일~)는 이탈리아의 알파인 스키 선수이다. 1992년 동계 올림픽에서 남자 복합 금메달을 획득했다. 그는 스키 역사상 세계 선수권 대회와 월드컵 메달 획득 없이 올림픽 정상에 오른 드문 선수 중 한 명이다.